# Опсерваторија у Приштини
Опсерваторија у Приштини (алб. Observatori i Prishtinës) је опсерваторија у Приштини, која чини део друштвено-спортског комплекса Боро и Рамиз изграђене 1977. године у циљу посвећености откривању, научно-истраживачком и образовном раду.

## Историјат
Први пут га је отворила за јавност средином новембра 1977. године група под називом Млади истраживачи Косова. Опсерваторију су користили страствени млади и научни истраживачи у бившој Југославији, део културне промене која је донела нове могућности људима, укључујући научну заједницу људи са Косова и Метохије. Њена купола у облику пружала је грађанима Приштине поглед на звезде, планете, метеорите и друго.
Опсерваторија није била у употреби деценијама, али је простор преузео Астрономски клуб Косова (АЦК). Група се у почетку окупљала само као љубитељи астрономије, са једноставним алатима које је сваки члан групе имао у својим домовима, полако прерастајући у озбиљнију групу са заказаним састанцима за посматрање звезда, дискусијама о астрономији и начинима на које група може да утиче на заједница.
Опсерваторија је поново отворена 13. јула 2022. године, уз подршку УНМИК-а и града Приштине, после 43 године паузе. Опсерваторија је отворила своја врата само неколико дана након што је НАСА открила првих пет слика у пуној боји и спектрографских података са свемирског телескопа Џејмс Веб.